# Budapest elpusztult nevezetes V. kerületi épületeinek listája
Az alábbi lista Budapest elpusztult nevezetes V. kerületi épületeit sorolja fel. A források hiánya miatt az összeállítás nem tekinthető teljesnek.

## A lista
| Név                                                                            | Építés ideje      | Elpusztulás ideje | Elhelyezkedés                                         | Megjegyzés | Kép                                                             |
| ------------------------------------------------------------------------------ | ----------------- | ----------------- | ----------------------------------------------------- | --- | --------------------------------------------------------------- |
| Eklektikus bérház                                                              | n. a.             | 1910              | 1053 Budapest, Deák Ferenc tér 3.                     | Helyére épült a Modern és Breitner áru- és lakóház. |                                                                 |
| Dzsámi                                                                         | XVI–XVII. sz.     | 1723 előtt        | 1053 Budapest, Papnövelde utca 5–7.                   | Helyére épült a mai Kisboldogasszony-templom. |                                                                 |
| Régi szerb templom                                                             | 1695–1698         | 1731              | Szerb utca 4.                                         | Helyére épült a mai Szerb templom. |                                                                 |
| Régi pesti városháza                                                           | 1702              | 1900              | Városház tér                                          | A régi Erzsébet híd építése miatt került elbontásra a századfordulón. |                                                                 |
| Szervita téri rendház                                                          | 1722              | 1900 körül (?)    | Szervita tér                                          | A Belvárosi Szent Anna-plébániatemplom mellett helyezkedett el. |                                                                 |
| Grassalkovich palota                                                           | 1730–1735         | 1887              | Ferenciek tere                                        | A Kossuth Lajos utca szélesítésekor bontották el. |                                                                 |
| Glöckelsberg-ház                                                               | 1762              | 1913              | Városház tér                                          | |                                                                 |
| Pesti Rondella színház                                                         | 1774              | 1815              | Régi posta u. 2                                       | |                                                                 |
| Újépület                                                                       | 1786–1793         | 1897              | Szabadság tér                                         | A kiegyezés után felmerült az épület nyomda, majd városi árvaház céljára való hasznosítása, de végül lebontották. Helyén alakították ki a mai Szabadság teret. |                                                                 |
| Heccszínház                                                                    | 1787              | 1796              | a mai Szent István-bazilika helyén (Szent István tér) | A városi tanács a tűzveszélyességre hivatkozva az épületet lebontatta. |                                                                 |
| Régi (I.) Angol Királynő Szálló                                                | 1790-es évek      | 1838              | Apáczai Csere János utca – Deák Ferenc utca           | Az 1838-as pesti árvízben semmisült meg. Helyére épült a Régi (II.) Angol Királynő Szálló. |                                                                 |
| Orczy-ház                                                                      | 1795              | 1934              | Deák Ferenc tér                                       | | Archiválva 2020. szeptember 12-i dátummal a Wayback Machine-ben |
| egyemeletes klasszicista ház                                                   | 1811              | 1946              | Podmaniczky Frigyes tér                               | A második világháború után bontották el. A helyén ma a Podmaniczky Frigyes tér van. |                                                                 |
| Pesti Városi Német Színház                                                     | 1812              | 1847              | Vörösmarty tér                                        | Leégett az épület. Helyére épült a Haas-palota A Haas-palotát 1959-ben lebontották. Az üres telken először parkolót alakítottak ki, majd 1971-ben felépítették a modern stílusú, és így a tér összes klasszikus épületétől eltérő, tízemeletes ORI-székházat, gúnynevén Elizélt-palotát. (Ez utóbbit is lebontották 2004–'05-ben.). Majd a helyére egy modern épület épült. |                                                                 |
| Magyar Király Szálló                                                           | 1814              | 1937              | Vörösmarty tér                                        | 1918-ban a teljesen elavult szálloda megszűnt, az épületbe a Haditermény Vállalat költözött. 1937-ben a már alig álló épületet lebontották. A Belkereskedelmi Minisztérium épülete épült a helyén. |                                                                 |
| Vadászkürt szálloda                                                            | 1810-es évek vége | 1945              | Aranykéz utca                                         | 1945-ben telitalálatot kapott és annyira kiégett, hogy le kellett bontani. | Archiválva 2020. augusztus 25-i dátummal a Wayback Machine-ben  |
| Régi párizsi udvar (Brudern-ház)                                               | 1817              | 1909 előtt        | Ferenciek tere                                        | Helyére épült az új Párizsi udvar. |                                                                 |
| Diana fürdő                                                                    | 1823              | 1905              | József Attila utca                                    | Elbontották, helyére épült a Pesti Magyar Kereskedelmi Bank székháza (ma a Belügyminisztérium épülete.) | Archiválva 2016. május 6-i dátummal a Wayback Machine-ben       |
| Lloyd-palota                                                                   | 1827–1830         | 1948              | Széchenyi István tér                                  | Végső soron értelmetlenül bontották le, hiszen falai sértetlenek maradtak, csak tetőzete pusztult el a világégésben. |                                                                 |
| Redoute                                                                        | 1829–1833         | 1849              | Vigadó tér 2.                                         | Heinrich Hentzi osztrák tábornok lövette szét az 1848–49-es szabadságharc alatt. Helyén épült a Pesti Vigadó. |                                                                 |
| Wodianer (Kemnitzer) ház                                                       | 1830 körül        | 1944–1945         | Deák tér                                              | A második világháborúban pusztult el. |                                                                 |
| Régi (II.) Angol Királynő Szálló                                               | 1839              | 1849              | Apáczai Csere János utca – Deák Ferenc utca           | Heinrich Hentzi osztrák tábornok lövette szét az 1848–49-es szabadságharc alatt. Helyére épült az új (III.) Angol Királynő Szálló. |                                                                 |
| A Pesti Hengermalom Társaság régi gőzmalma                                     | 1841              | 1850              | Nádor utca–Balaton utca–Honvéd utca–Klotild utca      | Leégett. Helyére épült a társaság újabb gőzmalma 1867-ben. |                                                                 |
| Új Angol Királynő Szálló                                                       | 1850–1851         | 1940              | Apáczai Csere János utca – Deák Ferenc utca           | Szállodaként 1916-ig üzemelt. A két világháború között a Pénzintézeti Központ irodái voltak benne. 1940-ben lebontották. Később a helyére épült az UVATERV székház néven ismert épület, ami jelenleg üresen áll. |                                                                 |
| Európa Szálló                                                                  | 1850              | 1945              | Széchenyi István tér                                  | Végső soron értelmetlenül bontották le, hiszen falai sértetlenek maradtak, csak tetőzete pusztult el a világégésben. |                                                                 |
| Ganz Ábrahám háza                                                              | 1862–1864         | 1944–1945         | Széchenyi utca                                        | |                                                                 |
| Haggenmacher Henrik 2. gőzmalma                                                | 1865              | 1899              | Lipót körút–Honvéd utca–Balaton utca–Szemere utca     | |                                                                 |
| Az Első Budapesti Gőzmalom Részvénytársaság régi gőzmalma                      | 1866              | 20. sz.           | Klotild utca–Koháry utca–Balaton utca–Szemere utca    | |                                                                 |
| Haris-bazár                                                                    | 1866              | 1910              |                                                       | |                                                                 |
| A Pesti Hengermalom Társaság új gőzmalma                                       | 1867              | 1911              | Nádor utca–Balaton utca–Honvéd utca–Klotild utca      | Egy tűzvész után városrendezési okokból lebontottak. |                                                                 |
| Stein-ház                                                                      | 1867              | 1909              | Széchenyi István tér                                  | A Stein-házat 1909-ben bontották le, a helyén épült fel a Ritz-Duna Szálló. |                                                                 |
| Tüköry-palota (Tüköry-bérház)                                                  | 1871–1872         | 1945 után         | Arany János utca 5.                                   | Budapest ostromában több bombatalálat érte, majd kiégett. |                                                                 |
| Hungária Nagyszálloda                                                          | 1871              | 1945              | Dunapart                                              | Budapest ostroma alatt pusztult el 1945 januárjában. | Archiválva 2020. október 16-i dátummal a Wayback Machine-ben    |
| Első Magyar Általános Biztosító Társaság Székháza                              | 1871              | 1945 után         | Vigadó tér                                            | A második világháborúban jelentős károkat szenvedett. A világháború után elbontották. |                                                                 |
| Erzsébet téri kioszk                                                           | 1872–1873         | 1945 után         | Erzsébet tér                                          | A második világháborúban jelentős mértékben megrongálódott. Nem sokkal a háború után lebontották, helyén ma park van. |                                                                 |
| Haas-palota                                                                    | 1873              | 1959              | Vörösmarty tér                                        | Helyére épült az Országos Rendező Iroda székháza, majd 2004-05-ben elbontották, helyére új, modern épület épült. |                                                                 |
| háromemeletes eklektikus bér- és átjáróház                                     | 1870-es évek      | 1946              | Podmaniczky Frigyes tér                               | A második világháború után bontották el. A helyén ma a Podmaniczky Frigyes tér van. |                                                                 |
| Bristol Szálló                                                                 | 1896              | 1960-as évek      | Dunapart                                              | 1926-ben kezelése kettévált: a déli épület (ún. Carlton Szálló) már 1944-ben elpusztult, míg az északi (a tényleges Bristol Szálló 1926 után) az 1960-as évekig működött. Akkor elbontották. | Archiválva 2020. július 31-i dátummal a Wayback Machine-ben     |
| Osztálysorsjáték Palota                                                        | 1898–1899         | 1945 után         | Március 15. tér                                       | A második világháborúban a tömb valamennyi épülete súlyosan megsérült, az Osztálysorsjáték Palota kiégett. Az Erzsébet híd újjáépítésekor a tömb valamennyi épületét elbontották. | Archiválva 2020. október 6-i dátummal a Wayback Machine-ben     |
| Belvárosi vásárcsarnok                                                         | 1899              | 1945 után         | Városház u. 9–11.                                     | A Budapesti városháza (korábban Károly kaszárnya) udvarán, az ottani lovarda átépítésével alakították ki. |                                                                 |
| István főherceg fogadó                                                         | 19. sz.           | ?                 | Széchenyi István tér                                  | |                                                                 |
| Nagy Kristóf ház                                                               | 19. sz.           | 1909              | Kristóf tér                                           | |                                                                 |
| Zrínyi fogadó                                                                  | 19. sz.           | 1914 előtt        | Astoria                                               | Helyére épült az Astoria Szálló. |                                                                 |
| elbontott piarista szerzetesrendi épületek                                     | n. a.             | 1932 előtt        | 1052 Budapest, Eskü (ma Március 15.) tér              | Helyén ma park van. |                                                                 |
| Nemzeti Szalon                                                                 | 1907              | 1960              | Erzsébet tér                                          | A második világháborúban jelentős mértékben megrongálódott. Épületét kijavították. Az 1960-ban mégis az elbontása mellett döntöttek. Helyén park található. |                                                                 |
| Balaton utcai iskola                                                           | 1910 k.           | 1940 k. (?)       | Balaton (korábban: Pálffy György) u.                  | A Bárczy István-féle kislakás- és iskolaépítési program keretében épült iskolaépület. Tervező: K. Császár Ferenc. |                                                                 |
| az Angol-Magyar Bank által 1912-ben építtetett négyemeletes szecessziós bérház | 1912              | 1946              | Podmaniczky Frigyes tér                               | A második világháború után bontották el. A helyén ma a Podmaniczky Frigyes tér van. |                                                                 |
| Ritz Szálló (Duna-palota)                                                      | 1913              | 1945              | Dunapart                                              | Budapest ostroma során pusztult el 1945 januárjában. A szemtanúk szerint 3 napig égett. |                                                                 |
| bérház                                                                         | 1914              | 2016              | Dorottya utca 8.                                      | A Medgyaszay István által tervezett (és homlokzatában megsérült) épület védelem alatt állt, ennek ellenére 2016-ban lebontották statikai okokra hivatkozva. Visszaépítésről volt szó, azonban végül egy teljesen más stílusú modern épület épült a helyére. |                                                                 |
| Országos Rendező Iroda székháza                                                | 1966–1971         | 2004–2005         | Vörösmarty tér                                        | Az Országos Rendező Iroda működött benne. Az 1990-es években már leromlott állapotban volt. 2005-ben lebontották, és helyére egy új, többfunkciós, modern épületet emeltek. |                                                                 |
| Fontana Üzletház                                                               | 1969–1984         | 2020–             | Váci utca 16., Régi posta utca 17.                    | Az Aranypók Fontana Áruház működött benne. A lebontott épület helyén egy többszintes lakóház épül. Az ingatlan új tulajdonosa a Müller Drogéria Magyarország. Három szinten üzlethelyiségeket alakíttat ki, a felsőbb emeleteken pedig 35 nagyméretű lakás kap majd helyet.                                                                                                 |                                                                 |